# 尚方寶劍
尚方劍，又稱尚方寶劍，中國古代寶劍，由少府尚方監鑄造，供天子及皇室使用，可用以代表皇帝旨意，是一種權力和榮譽的象徵。亦稱為勢劍，大臣官員若持有皇帝御賜的尚方寶劍不但代表著大臣獲得皇帝寵信，也是大臣官員的殊榮。這也可以被作為一種軍事授權，是由皇帝賜予武將，給予戰場上可以直接誅殺低層軍官及士兵，不用特別上奏朝廷的权利，俗稱「先斬後奏」。

## 簡介
起源於漢朝，尚方寶劍，意指由少府尚方令鑄造，供皇室使用的刀劍。相傳尚方令在月蝕時鑄劍，以供天子使用。當時稱斬馬劍。《漢書》中有朱雲向漢成帝請斬馬劍，以斬張禹的故事。之後成為典故，文臣在文章或詩詞中，常以尚方劍作為一種象徵，代表自己獲得皇帝親信，可以逕行誅殺不良官員。如明朝劉伯溫《贈周宗道六十四韻》：「先封尚方劍，按法誅奸贓。」
在明朝時，尚方寶劍是由皇帝賜與臣子的劍，擁有此劍的臣子，可以代表皇帝，直接誅殺官員以至百姓，而不需要經三法司會審。通常這都是由皇帝賜與武將，在戰場中使用，用來整肅軍紀。明末的蓟辽督師袁崇煥即是用御賜尚方寶劍，將東江总兵毛文龍斬首，雖然事實上毛文龍本人也有尚方寶劍，但明代記載尚方劍有的能斩杀副总兵及以下 ，有的僅能斬監司、副將及以下。這引起了崇禎帝不滿，成為袁日後被處決的原因之一。尚方劍雖然只有一把，但受賜的官員可以將其生殺大權分配屬下，例如播州之役中，李化龍請得萬曆帝之尚方寶劍後，給屬下總兵及監軍各發一劍，囑咐他們也可以用收到的劍去行使尚方寶劍同樣權力。明中葉後，尚方寶劍大量賜與官員，甚至有流落外地而朝廷不知的情況。
尚方寶劍形式的信物在清朝仍有出現，最著名的是遏必隆刀，此刀為清初重臣遏必隆之腰刀，在其死後收入皇宮，因人而名。乾隆帝曾將此刀賜经略大学士傅恒征大金川，以其斬作戰不力之訥親（訥親恰巧正是遏必隆之孫）、另外大学士赛尚阿讨太平天国時，咸丰帝亦赐遏必隆刀以壯軍威，兵敗而轉賜徐廣縉。此外在太平天國時期，咸豐帝分別賜銳捷刀、訥庫尼素刀、神雀刀於惠親王綿愉、科爾沁親王僧格林沁、欽差大臣勝保，都有先斬後奏之權。此外，道光帝在世時，亦曾賜當時仍是皇子之恭親王奕訢白虹刀，此刀傳至其孫溥偉，欲以此刀斬袁世凱為光緒帝報仇，以其有先斬後奏之權，慈禧亦無法禁止。
此外，清朝仍有賜正式尚方寶劍的紀錄，為光緒三十二年（1906年）由慈禧太后下旨賜與主持修建新寧鐵路的旅美華僑陳宜禧，准其先斬後奏，斬殺任何阻撓修建鐵路的村民。此劍據聞在中共土地改革時流失，後來由廣東省博物館收藏。而在2006年，馬來西亞吉隆坡尊孔獨中舉辦了有關清朝將領施琅的文物展，當中展出一把由施琅第五代孫施美全夫人黄翠玉借出，聲稱為康熙皇帝賜給施琅的尚方寶劍，惟現存的清朝史書暫未發現有相關記載。
中國文學中，傳統戲曲或小說中常可見持有御賜「勢劍」的大臣，有“先斬後奏”之權，可以先將造成重大危害之人處死，再稟報朝廷。除了“势剑”外，还有「金牌」，金牌乃「皇帝頒發，可奉旨便利行事的信物」，稱“勢劍金牌”，在元代戲曲小說中時常出現。如孫仲章《河南府张鼎勘头巾》的王小二就被手持“势剑金牌”的府尹下令斩首，幸好被一位爱管闲事的官员所救。

## 尚方寶劍與王命旗牌
長期以來，互聯網上經常有文章聲稱，清朝因為統治者是滿人所以不採納漢人尚方寶劍制度，相反清朝發明了王命旗牌代替尚方寶劍。然而王命旗牌制度實際上在明朝宣德年間已經出現，交趾之役中總兵柳昇奏請皇帝賜令旗令牌在軍行動中便宜從事，此後漸放寬至文官，例如巡撫王陽明鎮壓江西瑤人起事時亦請得王命旗牌可先斬後奏，後漸為定制，入清後繼續沿用王命旗牌，但先斬後奏大權上無論明清每面旗牌每次只限殺一人，不像尚方寶劍般不限人數，亦不能故意繞過三法司而濫用。